# 職業訓練指導員 (自動車整備科)
職業訓練指導員 (自動車整備科)（しょくぎょうくんれんしどういん じどうしゃせいびか）は、職業訓練指導員免許のうちの1つ。厚生労働省管轄。

## 受験資格
職業訓練指導員免許の受験資格と試験免除を参照。
自動車整備科においては、自動車整備士の資格のうち、1級四輪、1級二輪、2級ガソリン、2級ジーゼル、2級三輪、および2級二輪の資格所有者については、「実技」、「系基礎学科」、「専攻学科」の各試験が免除され、「指導方法」の学科試験のみでよい。

## 試験科目

### 学科試験
1. 指導方法（職業訓練原理、教科指導法、訓練生の心理、生活指導及び職業訓練関係法規）
2. 関連学科
  1. 系基礎学科
    1. 自動車工学（自動車　内燃機関　シャシ　電気及び電子装置　車体　燃料及び潤滑油）
    2. 材料（自動車用材料）
    3. 安全衛生（安全管理　衛生管理）
    4. 関係法規（道路運送車両法）

  2. 専攻学科
    1. 自動車整備法（整備法　検査法　整備及び検査機器）

### 実技試験
1. 自動車整備